# Beda (Dollard)
Beda, Vheda of Utseda wordt genoemd als een van de verdronken Dollarddorpen. De naam komt niet voor in middeleeuwse bronnen. Vheda duikt (samen met Fletum) op in een fantasierijke lijst van verdronken Dollarddorpen uit het midden van de zestiende eeuw. Kennelijk was er sprake een verschrijving voor Ulsda. Op de Dollardkaart van 1574 is vervolgens Beda ingetekend.
Overigens bestond er ook een verdronken nederzetting Beddingehem aan de Eems, die zijn naam heeft gegeven aan de dochternederzetting Böhmerwold en aan Bentumersiel.